# Diocèse d'Abomey
Le diocèse d'Abomey (Dioecesis Abomeiensis) est un diocèse de l'Église catholique au Bénin, dont le siège est à Abomey à la cathédrale Saints-Pierre-et-Paul d'Abomey.

## Évêques
- 5 avril 1963-25 novembre 2002 : Lucien Monsi-Agboka
- 25 novembre 2002-3 janvier 2007 : René-Marie Ehuzu, devient évêque de Porto Novo.
- 3 janvier-20 décembre 2007 : siège vacant
- depuis le 20 décembre 2007 : Eugène Houndékon (Eugène Cyrille Houndékon)

## Territoire
Il comprend le département de Zou.

## Histoire
Le diocèse d'Abomey est érigé le 5 avril 1963 par détachement de territoires de l'archidiocèse de Cotonou et du diocèse de Porto Novo.
Le 10 juin 1995, son territoire est réduit lorsqu'est érigé le diocèse de Dassa-Zoumé.